# 구룡역 (순천)
구룡역(Guryong station, 九龍驛)은 대한민국 전라남도 순천시 별량면에 위치한 경전선의 철도역이다. 2007년 5월 31일을 마지막으로 더 이상 여객열차가 정차하지 않는다.

## 역명 유래
1600년경에 김해 김씨가 터를 잡고 살면서 마을의 산세가 용과 같다고 하여 구룡이라고 지은데서 유래하였다.

## 역사
- 1932년 11월 1일 : 무배치간이역으로 영업 개시[1]
- 1944년 6월 15일 : 폐지[2]
- 1950년 5월 15일 : 간이정차장으로 영업 재개[3]
- 1950년 7월 24일 : 영업중지
- 1950년 10월 1일 : 영업 재개
- 1969년 8월 1일 : 무배치간이역으로 격하[4]
- 2007년 6월 1일 : 여객취급 중지